# 북이피로스 자치공화국
북이피로스 자치공화국(그리스어: Αὐτόνομος Δημοκρατία τῆς Βορείου Ἠπείρου)는 1914년 동안 오늘날의 북이피로스 지역에 세워진 그리스계 자치 공화국이다. 1912년에 있었던 제1차 발칸 전쟁으로 인해 알바니아가 독립한 후, 알바니아와 그리스 간의 국경을 정하는 과정에서 분쟁이 있자, 당시 알바니아령이던 북이피로스의 그리스인들이 그리스로의 편입을 주장하며, 1914년 2월 28일에 북이피로스의 독립을 선언하고 수도를 당시 이피로스의 중심도시인 아르기로카스트론을 수도로 정하였으나, 결국 같은 해 5월 17일에 임시 정부 상태에서 독립이 무산되었다. 같은 해 10월 27일까지는 당시 북이피로스 자치 공화국의 유일한 대통령이었던 요르요스 흐리스타키스조그라포스가 북이피로스의 독립을 주장하였으나, 받아들여지지 않아 끝내 그리스로 망명하였다.

## 같이 보기
- 이피로스 지역